# Ciliegia di Lari
La ciliegia di Lari è  una particolarità di ciliegia dolce coltivata in tutto il territorio dell'ex comune di Lari (oggi frazione di Casciana Terme Lari, in provincia di Pisa) e in varie altre località delle Colline Pisane.
Sono state censite 19 cultivar diverse: Gambolungo, Cuore, Siso, Papalina, Del paretaio, Morella del Meini, Di Nello, Di Guglielmo, Orlando, Elia, Precoce di Cevoli, Morella, Di giardino, Marchianella di Lari, Usigliano, Morellona tardiva, Marchiana, Montemagno detta anche Angela, Crognola.
Se ne producono annualmente circa 500 quintali, pari allo 0,03% della produzione nazionale cioè il 50% di quella della Toscana.
Nel 2002 è nato un comitato con lo scopo di ottenere il riconoscimento DOP o IGP.
Ogni anno a giugno a Lari si tiene la festa delle ciliegie.